# Město permutací
Město permutací je sci-fi román Grega Egana, který byl do češtiny z anglického originálu Permutation City (1995) přeložen roku 2002 (vyšel v nakladatelství Návrat, překlad Petr Kotrle, ISBN 80-7174-502-2). Kniha získala cenu Johna W. Campbella za nejlepší sci-fi roku 1995. Autor se v románu zabývá otázkami umělé inteligence a kvantové ontologie jako
- Je možné aby inteligentní bytost byla jen běžící program?
- Jsou inteligence a vědomí podmíněny masivním paralelismem mozku?
- Je možné spustit vlastní kopii na počítači?
- Může ve zjednodušeném světě (např. bez kvantové fyziky) vzniknout inteligentní život?

## Shrnutí děje
Nasnímat lidskou mysl již není nemožné. Nejen bohatí lidé mají své kopie a platí za bezpečné a rychlé výpočetní systémy. Paul Durham se zabývá počítačovou simulaci vlastní osoby ve virtuální světě. Najde prostředky pro spuštění samoreplikačního systému a nachází tak cestu jak obejít malý výpočetní výkon dostupný v pozemských podmínkách.
Maria Delucová nehraje počítačové hry. Jejím koníčkem a koníčkem mnoha dalších nadšenců je umělý svět Autoverzu postavený na základě několika chemických prvků, jednoduché fyzice a matematice. Autoverz v sobě nese potenciál k vybudování umělého života na jednoduchém základě. Výpočetní výkon pro evoluci je však i v tomto zjednodušeném světě příliš drahý.
Paul zaplatí Marii za vybudování počátečních podmínek pro spuštění Lambertu, umělého světa na bázi Autoverzu. Lambert se má stát zábavou pro lidi v novém světě. Světě jenž nebude omezen malým výpočetním výkonem, protože běží na šestirozměrném celulárním automatu chovajícím se jako neustále se rozšiřující počítač bez vazby na náš vesmír. Do tohoto nového světa se zkopírují nejen Paul a Marie, ale také bankéř další postavy románu. Miliardář jenž nese v mysli jizvu hrozného zločinu, ale také milenci, jimž láska normálních rozměrů nestačí.
Druhá část se již odehrává ve Městě permutací. Uběhlo sedm tisíc let od vzniku města a tři miliardy let od spuštění Lambertu. Paul probouzí Marii. Lamberťané, inteligentní hmyz s kolektivním vědomím, kteří původně běží jen jako součást Autoverzového programu spuštěného v Městě permutací, nacházení jednodušší vysvětlení své existence, čímž narušují samotný základ na němž Město permutací běží. Lidé opouštějí Město permutací.